# Seerau in der Lucie
Seerau in der Lucie ist ein Ortsteil der Stadt Lüchow (Wendland) im niedersächsischen Landkreis Lüchow-Dannenberg. Der Ort liegt drei Kilometer nördlich vom Kernbereich von Lüchow und zwei Kilometer südlich vom Naturschutzgebiet Die Lucie.
Seerau in der Lucie gehört zum Bröcking (auch Bröckling oder Bröking), einer Kleinlandschaft im Hannoverschen Wendland.

## Geschichte
Am 1. Juli 1972 wurde Seerau in der Lucie in die Kreisstadt Lüchow eingegliedert.

## Baudenkmale
Als Baudenkmale sind ausgewiesen (siehe Liste der Baudenkmale in Seerau in der Lucie):
- zwei Wohn- und Wirtschaftsgebäude – ein im Jahr 1800 erbautes Dreiständerhaus, das das älteste Gebäude des Ortes ist, und ein im Jahr 1875 erbautes Vierständerhaus (Nr. 4 und Nr. 8)
- eine Hofanlage mit ursprünglicher Bebauung (Nr. 8)
- ein für ein kleines Dorf ungewöhnlich großer ehemaliger Tanzsaal, der sich in einem Gebäude aus verputztem Ziegelmauerwerk befindet (Nr. 36)